# Jorge Sotomayor Tello
Jorge Manuel Sotomayor Tello (Lima, 25 de março de 1942 - Rio de Janeiro, 7 de janeiro de 2022) foi um matemático nascido no Peru e naturalizado brasileiro, que trabalhava com equações diferenciais.
É autor dos livros Lições de Equações Diferenciais Ordinárias, Projeto Euclides, IMPA (1979) e Curvas Definidas por Equações Diferenciais no Plano, 13 Colóquio Brasileiro de Matemática, IMPA, (1981). Traduziu ensaios de Henri Poincaré para o português, em Um Poeta, um Matemático e um Físico: Três Ensaios Biográficos por Henri Poincaré, EDUSP, (2008).
Jorge Sotomayor morreu no dia 7 de janeiro de 2022, aos 79 anos.

## Vida pessoal e formação
Seu pai, Alfonso Sotomayor Ibarra, era contador e sua mãe, Clara Rosa Tello de Sotomayor, era dona de casa. Interessou-se por matemática graças a um professor no Colégio Nacional 2 de Mayo, no seu pai de origem. Graduou-se em matemática na Universidade de San Marcos, no Peru, em 1962. Na faculdade, José Tola o recomendou para Maurício Peixoto para que fizesse estágio no IMPA, onde continuou seus estudos, sendo um dos primeiros doutores dessa instituição. Seu doutorado, em 1964, foi sob a supervisão de Maurício Peixoto.

## Carreira acadêmica
Sotomayor deu aulas no Peru e nos EUA de 1965 a 1969, sendo que neste último ano entrou para o quadro docente do IMPA e ficou até 1992. No ano seguinte, até seu falecimento, foi professor do Instituto de Matemática e Estatística da USP.
Ele realizou trabalho pioneiro em teoria das bifurcações das equações diferenciais ordinárias no plano. Sua importância nessa área é tamanha que é dito que enquanto Henri Poincaré é considerado o pai da dinâmica, Sotomayor nos anos 1960 modernizou os trabalhos de Andronov e Leontovich acerca da relação entre bifurcações e estabilidade estrutural.

## Envolvimento com a comunidade matemática
De 1971 a 1973, Sotomayor foi secretário-geral da Sociedade Brasileira de Matemática.

## Prêmios e reconhecimentos
- Homenagem da Universidade Nacional de San Marcos, Facultad de Ciencias – Universidad Nacional de Ingenieria – Peru[7]

- Grau de Grã-cruz da Ordem Nacional do Mérito Científico[7]
- 1983: Fellow da Fundação Guggenheim[7]
- 2012: Evento realizado em homenagem ao seu 70º aniversário -  IV Workshop on dynamical systems, on occasion of Jorge Sotomayor’s 70th birthday, no Instituto de Matemática e Estatística da USP[9]

## Sociedades Científicas que pertenceu
- Academia Brasileira de Ciências
- Sociedade Brasileira de Matemática

## Publicações selecionadas
- "Generic one-parameter families of vector fields on two-dimensional manifolds", Publications Mathématiques de l'IHÉS.
- com F. Dumortier e R. Roussarie: "Generic 3-parameter families of vector fields on the plane, unfolding a singularity with nilpotent linear part. The cusp case of codimension 3", Ergodic Theory and Dynamical Systems.
- "Structurally Stable Configurations of Lines of Principal Curvature", Astérisque.